# Misso (bourg)
Cet article concerne le bourg. Pour la commune, voir Commune de Misso.
Misso est un petit bourg de la commune de Rõuge, situé dans le comté de Võru en Estonie. Avant la réorganisation administrative d'octobre 2017, il faisait partie de la commune de Misso.
Le 1er janvier 2019, la population s'élevait à 188 habitants.